# Disperis
Disperis es un género de orquídeas perteneciente a la subfamilia Orchidoideae dentro de la familia Orchidaceae. 

## Descripción
Las plantas de este género son terrestres y crecen a partir de tubérculos,  por lo general se encuentran en zonas de sombra. Muchas de las plantas del género comparten los mismos polinizadores.  La hibridación entre especies se impide a través de la distinta colocación de la polinias. 

## Distribución
Tiene 75 especies.  El género se distribuye en zonas tropicales del sur de África, Madagascar, Mascareñas, Sri Lanka, India, Tailandia, Islas Ryukyu, China, Taiwán, Java, Islas menores de la Sonda, Filipinas, Nueva Guinea, y Carolines. La mayoría de las especies se encuentran en las praderas.

## Taxonomía
El género fue descrito por Peter Olof Swartz  y publicado en Kongl. Vetenskaps Academiens Nya Handlingar 21: 218. 1800.
Etimología
Disperis: fue propuesto en 1800 por Olof Swartz que eligió este nombre del griego, dis = "dos" y pera = "bolsa", en referencia a la forma cóncava hecha por los sépalos laterales de las flores de la mayoría de sus especies.

## Especies
- Anexo:Especies de Disperis

## Referencioas
1. ↑  «Disperis». Tropicos.org. Missouri Botanical Garden. Consultado el 24 de septiembre de 2012.